# イオン新座店

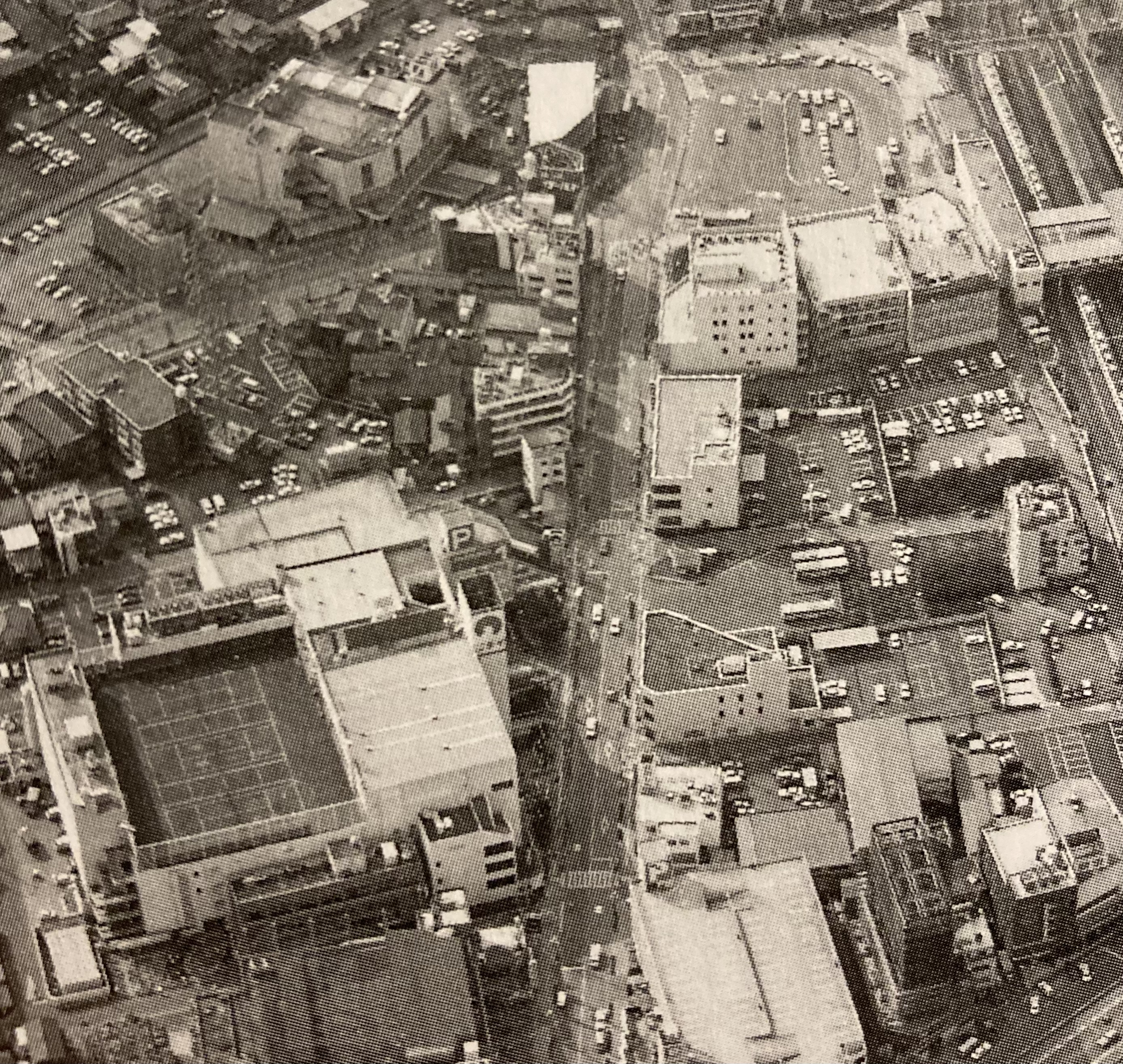
1980年撮影。ニチイの他、西友、サトームセンも写っている

イオン新座店（イオンにいざてん）は、埼玉県新座市にかつて存在していたイオンリテール株式会社運営の総合スーパー（GMS）。新座市内唯一のイオンであった。
2024年2月29日をもって閉店し、45年の歴史に幕を下ろした。

## 沿革

### 前史

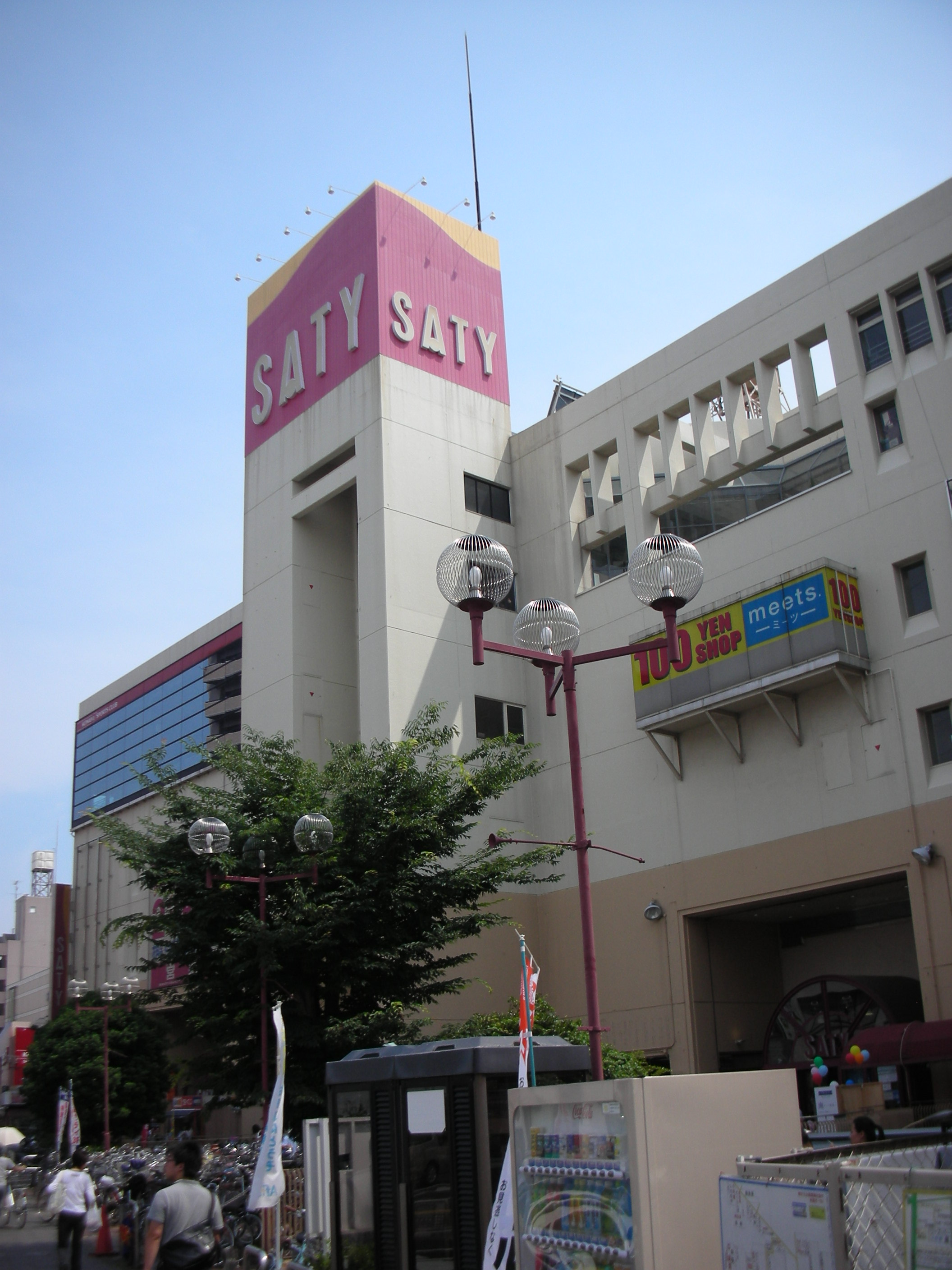
サティ時代の外観

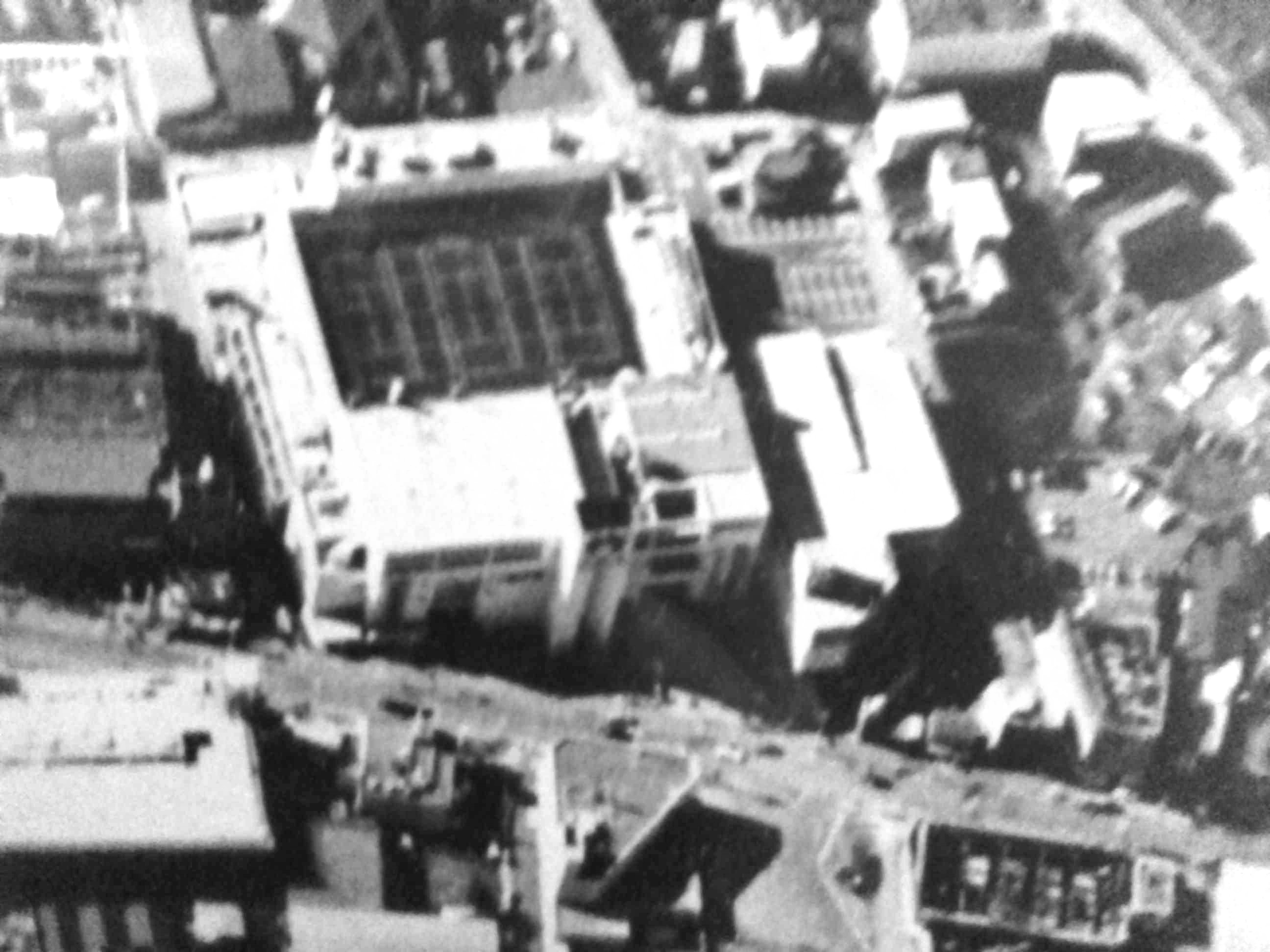
ニチイ時代の全体図（1979年撮影）

かつてこの地には「尾張屋」という埼玉県に地盤を持つローカルチェーンがあり、このイオン新座店は尾張屋志木店をルーツに持つ。尾張屋志木店は、1963年10月1日現在のグランフォート（旧サトームセン）の場所に開業。1965年頃に後にイオン新座店の位置に移転するが、1969年に閉店した。
尾張屋の閉店後、西友やダイエー、長崎屋（実現せず）などが相次いで出店を発表した。これを受け既に尾張屋のスーパー事業を吸収合併していたニチイは地盤のある新座市での店舗展開を決定。71年に西友、74年にダイエーが開店する中急ピッチで建設を進めることとなった。西友、ダイエー共に旗艦店扱いの店舗であり、特にダイエーは「ショッパーズプラザ」を冠する主力旗艦店であった。長崎屋は北口への出店を計画していたが浦和方面への店舗展開を決定し白紙撤回。計画予定地を三井不動産が取得し後のららぽーと志木へと繋がることとなる。

### 年表
- 1979年（昭和54年）11月23日 - 「ニチイ新座ショッピングデパート」として開業[1][2]。
  - 開業時に本格的な温水プールや屋上テニスコートなどを併設して注目された[7]。
- 1988年（昭和63年）3月4日 - 「フレッシュニチイ ～今度のニチイは面白い～」を掲げリニューアルオープン。店名を「ニチイ新座店」に変更。
- 1992年（平成4年） - ニチイ西宮店と共に年商140億円を記録。
  - GMS全盛の最終期となった92年度は西友、ダイエーも全国トップクラスの売上を計上し、志木駅周辺はGMS激戦区となった。しかし、この頃からバブル崩壊が重なり、志木駅周辺のGMSは衰退の道を歩むこととなる。
- 1995年（平成7年） 10月7日- 「サティ」へ業態転換し店名を「新座サティ」に変更。
- 2011年（平成23年）2月28日　- GMS事業の再編に伴い、運営会社のマイカルがイオンリテールに吸収合併され運営会社がイオンリテールに移管。
- 2011年（平成23年）3月11日 -「イオン」へ業態転換し「イオン新座店」に名称変更。
- 2019年（令和元年） - 立体駐車場が老朽化のため解体[5]。一部看板なども撤去[5]。
- 2024年（令和6年）
  - 2月29日 - 一時休業の形で閉店。店内に入居するコナミスポーツクラブは同日をもって営業を終了した。
  - 4月8日 - 解体工事が開始。2026年（令和8年）1月31日に完了予定。
  - 4月 - 土地の所有者がイオンリテール株式会社から「中央日土地株式会社」及び「東武鉄道株式会社」に移行。

なおイオンの閉店により、70年代に開業した志木駅周辺のGMSは全て姿を消した。

## フロアとテナント

### フロア概要
| 階      | フロア概要                                       |
| ------- | ------------------------------------------------ |
| 6階     | コナミスポーツクラブ                             |
| 5階     | コナミスポーツクラブ                             |
| 4階     | 住まいと暮らしと手芸のフロア                     |
| 3階     | 子供と玩具・文具・雑貨のフロア                   |
| 2階     | 紳士服と肌着のフロア                             |
| 1階     | 婦人服と服飾雑貨・化粧品のフロア                 |
| 地下1階 | 総合食料品・日用雑貨・薬局とフードコートのフロア |

### 主なテナント
1階
- カメラのキタムラ（カメラ）
- グリーンボックス（靴）
- イオンバイク（自転車）

2階
- シネマクラブ（婦人服）
- 誠美堂（宝飾・腕時計・補聴器）
- meets.（100円ショップ）

3階
- アミュージアム	（ゲームセンター）
- スタジオシエル	（写真館）
- パティズ（雑貨）

4階
- 未来屋書店（書籍）
- ヤマハ音楽教室（音楽教室）

5 -6階
- コナミスポーツクラブ（スポーツジム）

※テナント情報は2023年11月時点
出店テナント全店の一覧および営業時間は公式サイト「専門店営業時間（ウェブアーカイブ）」「フロアガイド（ウェブアーカイブ）」を参照。

## エピソード
- 1979年のオープンの際、オープニングイベントとしてビートたけしが招かれた[8]。
- オープン初日、当時最新型だった東芝製エレベーターが重量オーバーで動かなくなった。また、地下入り口に置いてあった馬の乗り物（子供用）が混雑により破壊された[9]。
- 1988年のリニューアルオープンの際にオープニングセレモニーとして青山孝のミニショーが行われた他、翌日には坂上忍のミニコンサート、その翌日には磁雷矢TVキャラクターショーが行われるなどのイベントが行われた[10]。
- 同時期に旗艦店として開業した海老名店や東岸和田店とは同じA0xx系の店舗番号を持つ特殊店舗の扱いであるが、前言の二店舗がワーナーマイカル併設であったのに対し新座店は非併設であるなどトップクラスの売上を誇る店舗にもかかわらず対応の差が見られた。奇しくも新座店は二度の転換構想（マイカルタウン化と建て直し計画）が頓挫し全イオン店舗の中でも珍しい存在となってしまった。88年の改装以降サティ転換時、イオン転換時と大きな改装を挟むこと無く存在し続けている。
- 2005年2月に「サティが閉店する」という噂が拡散され客が押しかけたが、実際に閉店したのはららぽーと志木だった。
- ららぽーと志木が閉店した2005年にワーナーマイカル併設の計画が持ち上がったが後に控えるはずだったマイカル新座計画への影響を考慮し白紙となった。
- ヤマダ電機の閉店時、イオン本体と隣のカミヤプラザ、ヤマダ電機の店舗を含む建物を合併し大型旗艦店に転換する構想（この3店舗の土地所有者比率の50％以上を神谷家が握っていたため十分実現可能な構想であった。）が新座市に提出された。核テナントをサティとし、副テナントにビブレ、ワーナー・マイカル・シネマズ、ノジマ、未来屋書店を盛り込んだこの構想はマイカル社内で「マイカル新座計画」と呼ばれ、新座市側とも誘致協議段階にまで話が進んでいたが、イオンのGMS事業再編により白紙撤回された。イオン新座店のこの構想が練られていた当時（2009年）の年間売上金額は約137億円であり、大型旗艦店として生まれ変わらせるにはもってこいの店舗であった。また、当時の志木駅周辺のGMSの動きは非常に複雑であり、ららぽーと志木の閉店やダイエー志木店の一部フロア閉鎖、フォーシーズンズ志木へのマルイ出店決定などで客を確保する狙いがあった。ヤマダ電機（旧サトームセン）の建物はマイカルの所有物件（1999年にサトームセンより有償譲渡)であり、2010年にサティに業態転換後2012年まで営業し2013年に取り壊された[11]。

## 事故
- 1978年7月16日 - ニチイ建設中に作業員一名が地上13メートルの高さから落下したが、無傷で生還した。
- 1994年10月23日- 新座サティ時代、大川興業に所属していたお笑い芸人「ピグモン勝田」が店頭特設ステージで行われていたパフォーマンス公演中に木から転落し後頭部を強打し、後に死亡する事故が発生した。享年29歳[12][出典無効]。
- 2010年6月16日 - 新座サティ時代末期、入居していた歯医者「にいざデンタルクリニック」で女児（当時2歳）の虫歯治療中に脱脂綿が口腔内から脱落し気管を詰まらせる事故が発生した。女児は後に死亡が確認された[13]。

## ギャラリー

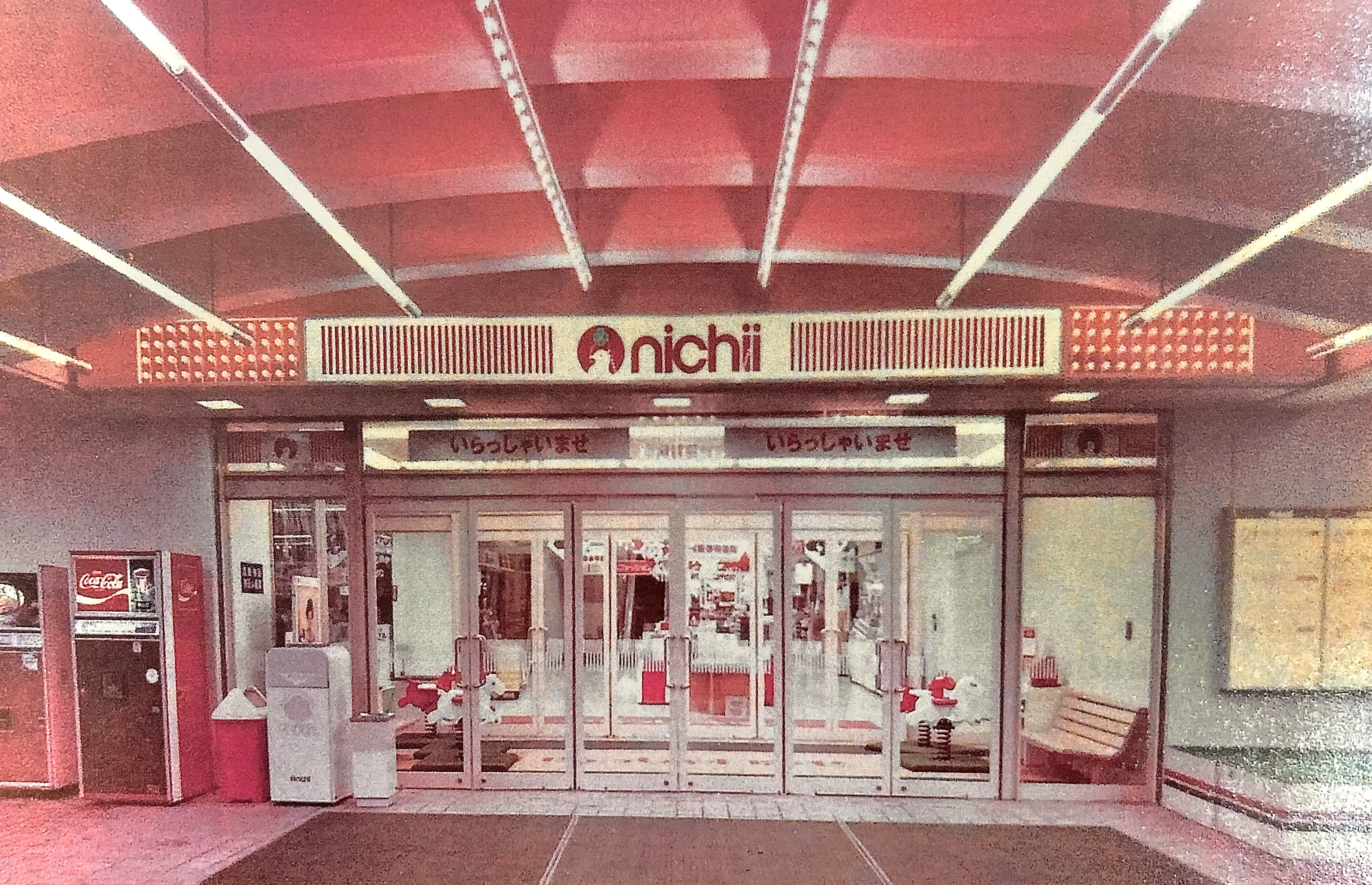
地下入り口の様子、1979年撮影
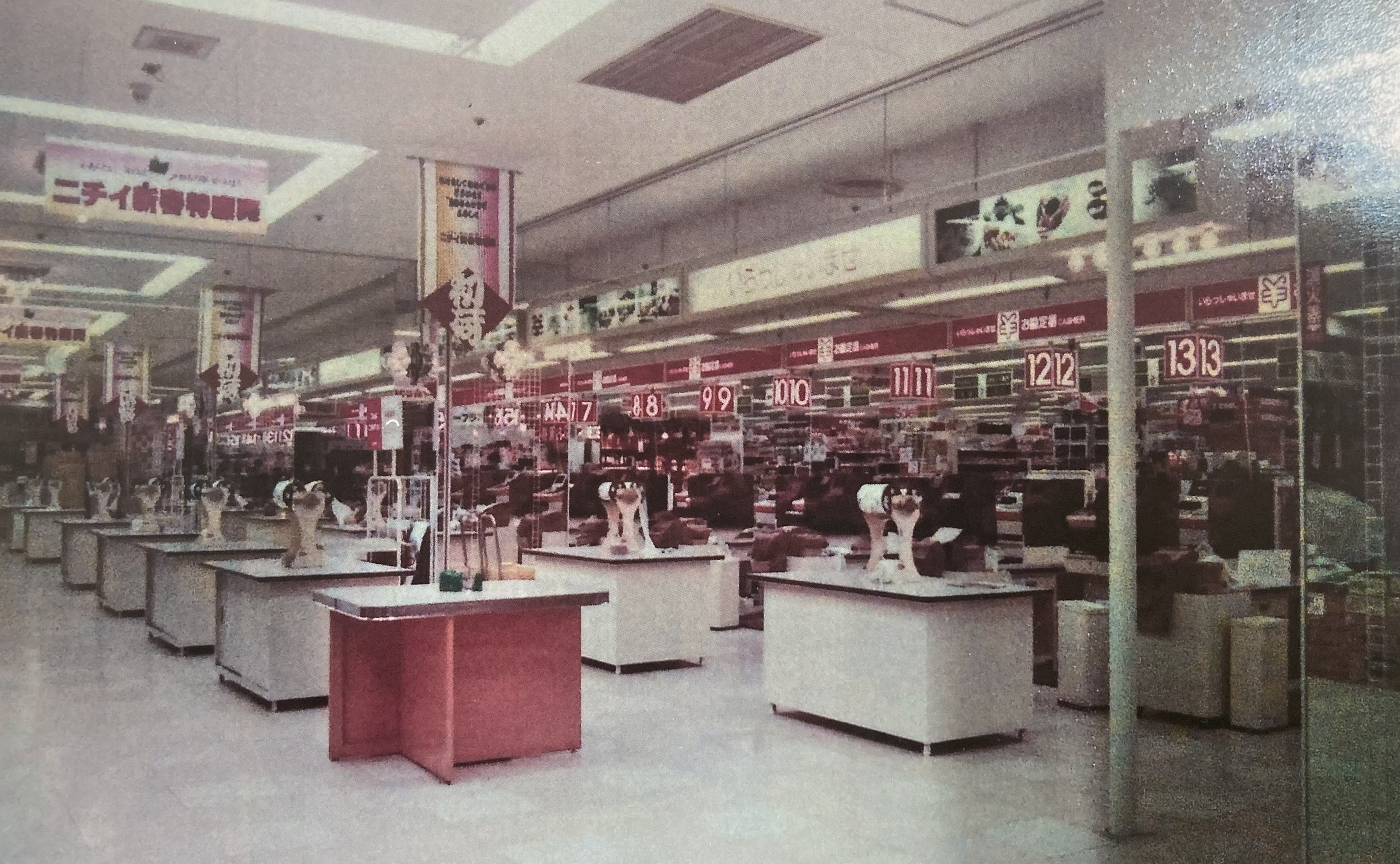
地下一階レジ周辺、1979年撮影
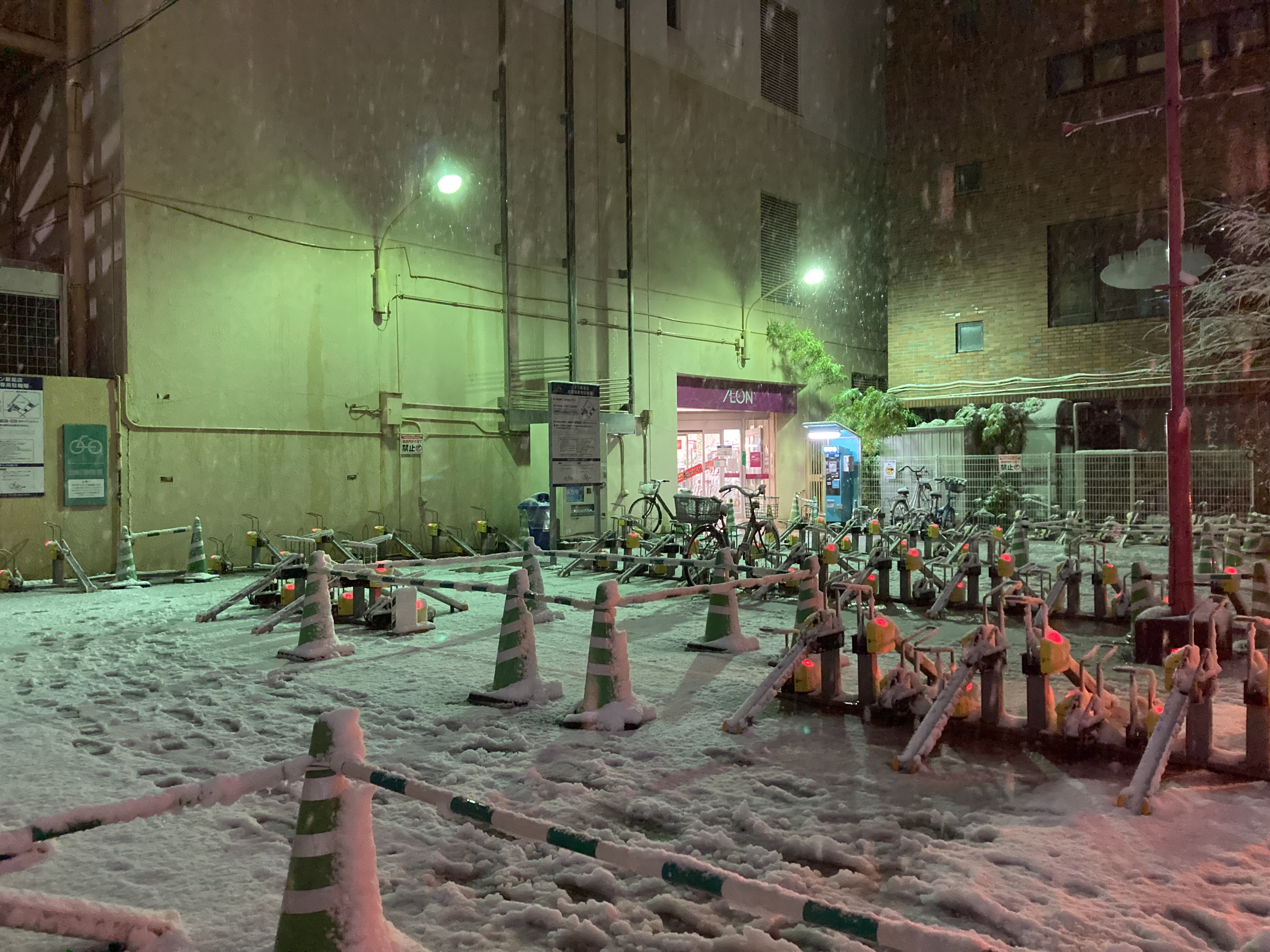
裏口
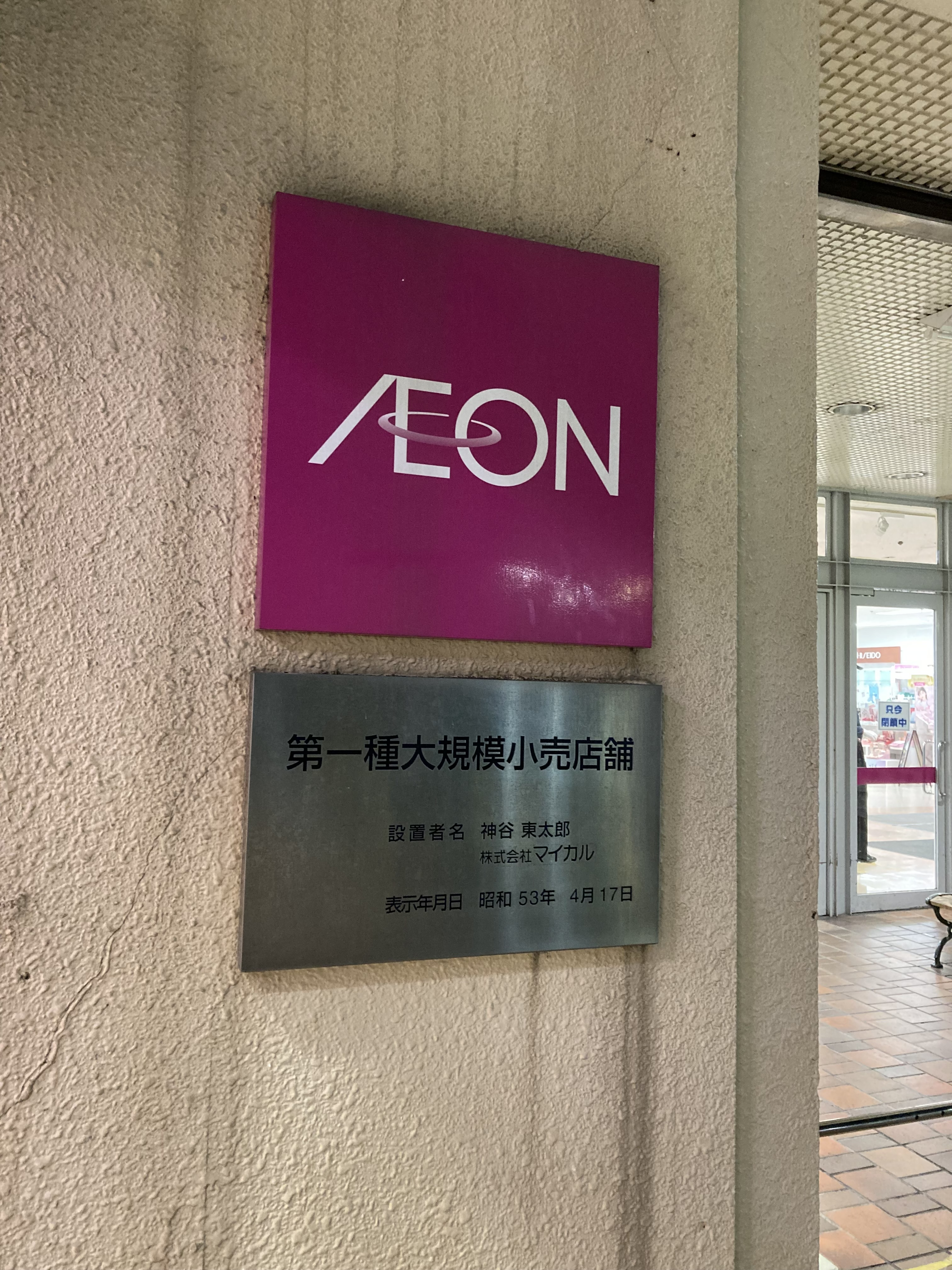
イオンロゴと大規模小売店舗表示板
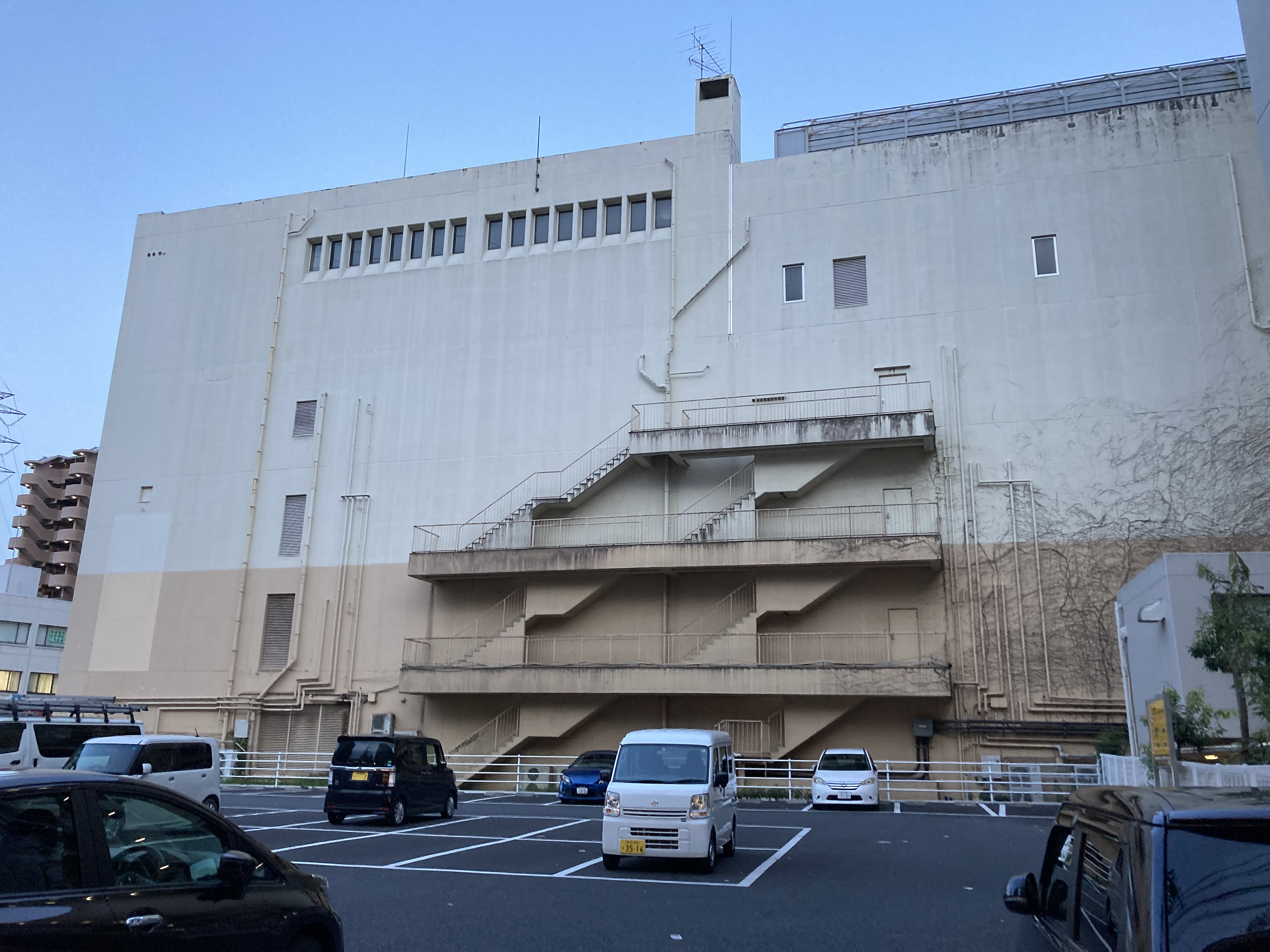
側面非常階段
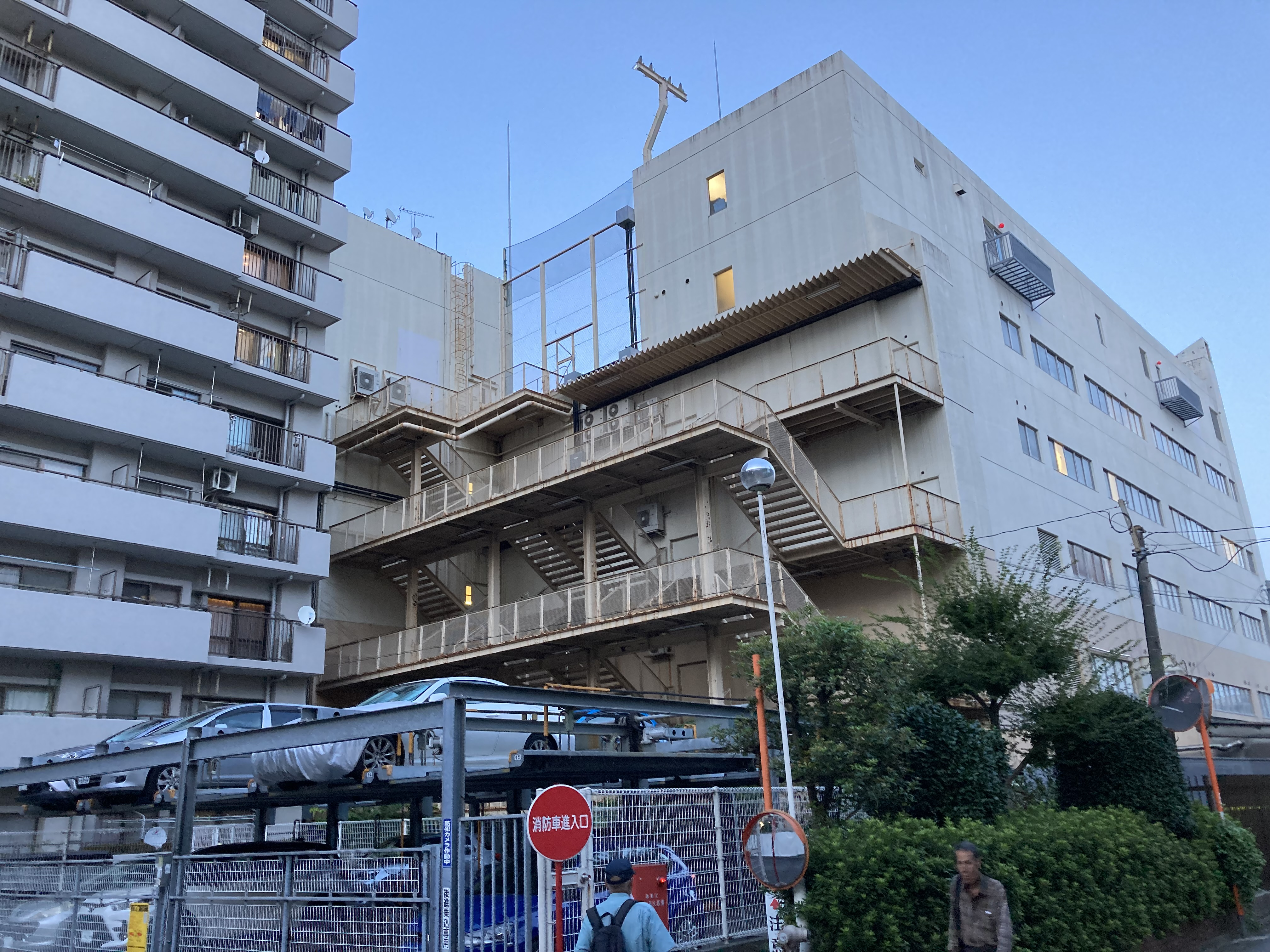
裏側非常階段
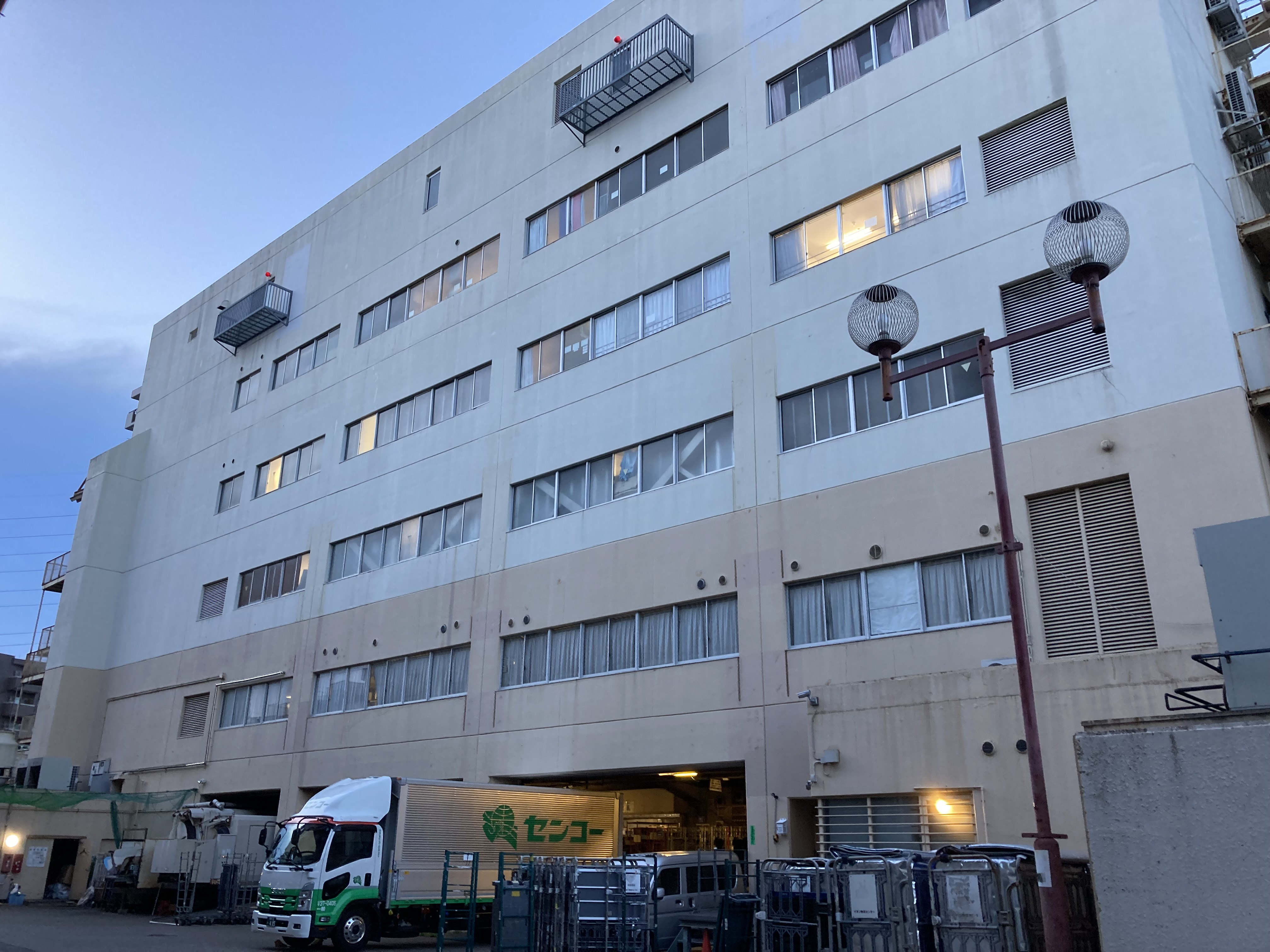
搬入口
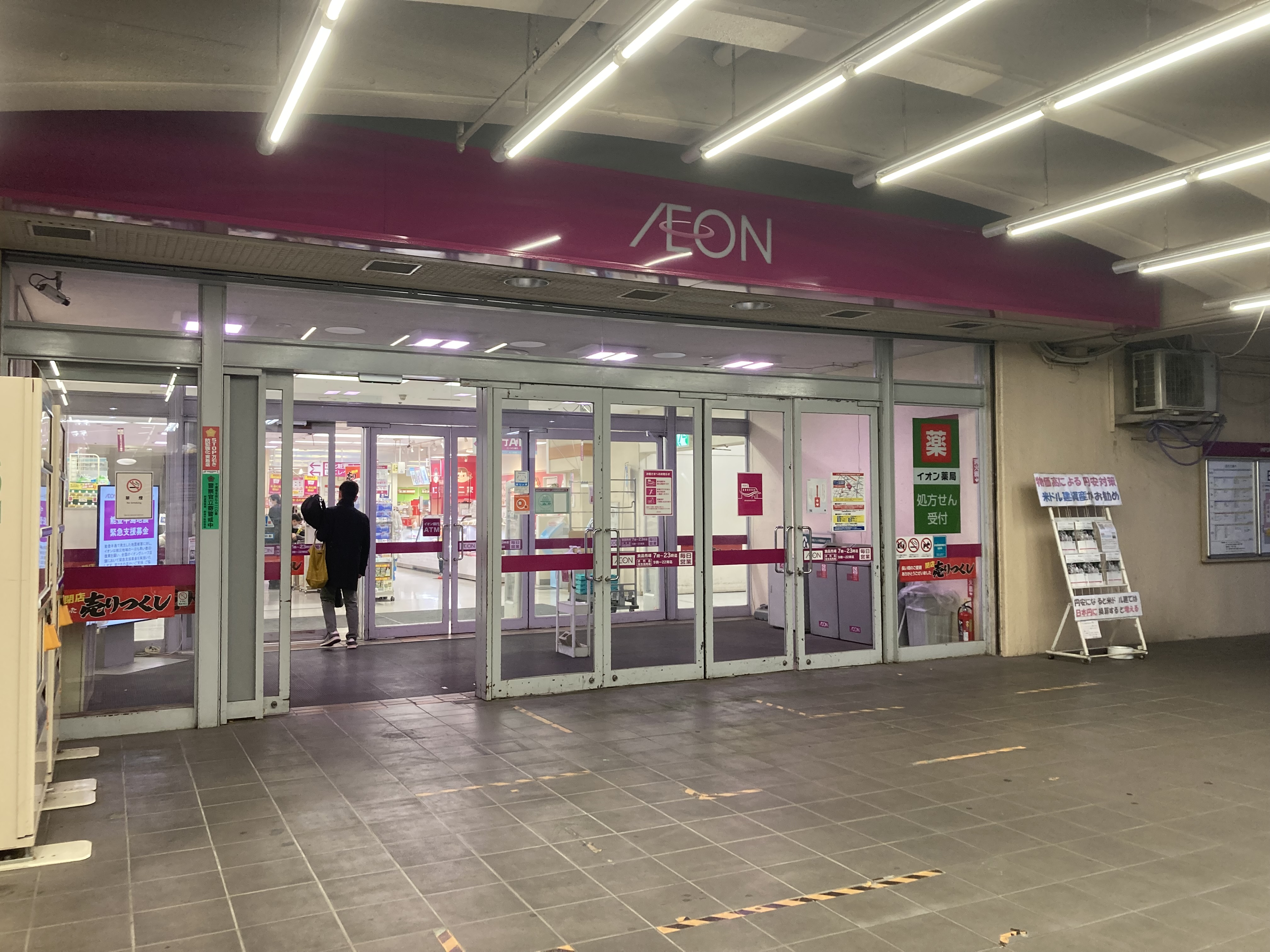
地下入り口の様子
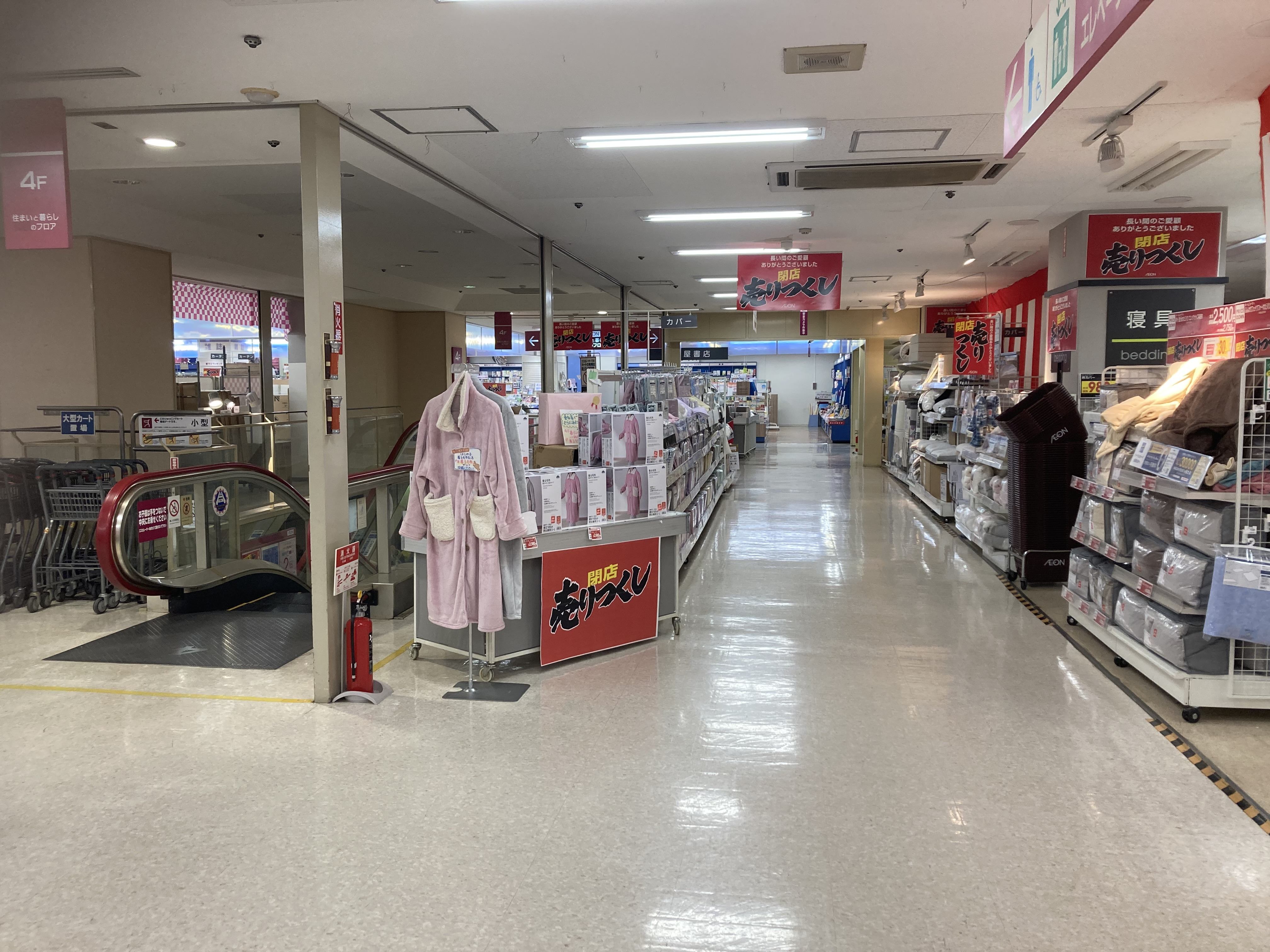
四階の様子。2023年撮影
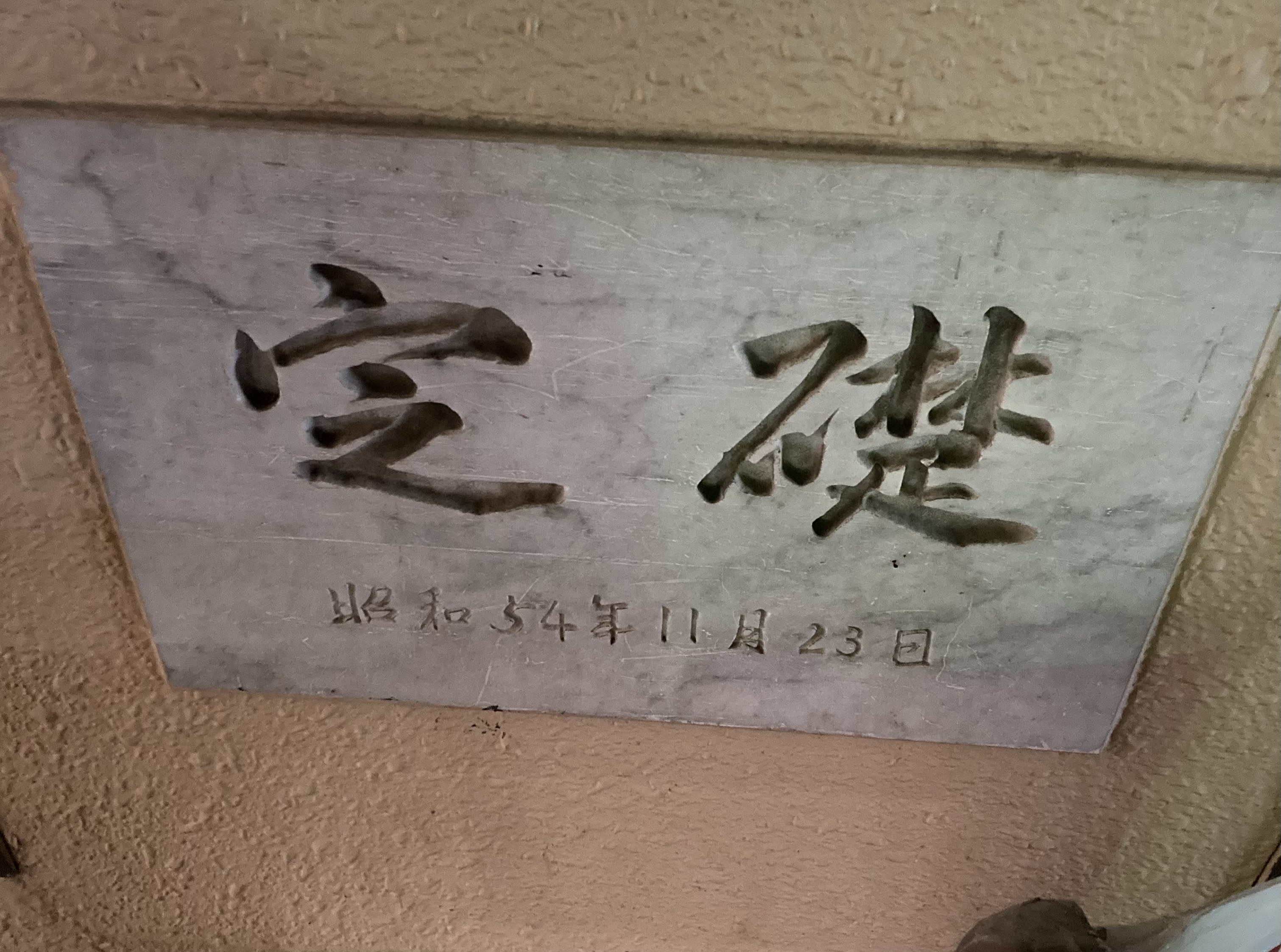
定礎看板